# Pabellón de Alemania (Epcot)
El Pabellón de Alemania forma parte del World Showcase en Epcot en Walt Disney World Resort en Florida. Su ubicación se encuentra entre los pabellones de China y de Italia

## Historia
El diseño original del pabellón requería un paseo en barco por el río Rhin. En el momento de diseñar y construir el pabellón (entre mediados de los 70's y principios de los 80's), Alemania estaba dividida en Alemania Occidental y Alemania Oriental, por lo que el pabellón estaba destinado a centrarse en las tradiciones y el folclore germánicos compartidos, sin centrarse en una nación u otra. Según el informe anual de 1976 de Walt Disney Company, el viaje iba a ser "un crucero por los ríos más famosos de Alemania: el Rin, el Tauber, el Ruhr y el Isar... También se verán miniaturas detalladas de monumentos famosos, incluida una de la Catedral de Colonia". Aunque se construyó el pabellón en sí, Disney nunca construyó la sección de atracciones detrás de él. Se anunció que formaría parte de una futura expansión, pero nunca recibió la financiación.

## Diseño
El Pabellón de Alemania está diseñado para parecerse a una ciudad alemana, pero con arquitectura de diferentes épocas y regiones. La Platz (plaza) está decorada con una estatua de San Jorge y el Dragón inspirada en la estatua en la ciudad bávara de Rothenburg ob der Tauber, y una torre de reloj. El Biergarten, en la parte trasera del patio, vende comida tradicional alemana. El pabellón también tiene numerosas tiendas pequeñas que venden productos alemanes, incluidas muñecas y relojes de cuco. El área cerca del pabellón está decorada con un extenso pueblo modelo con trenes en miniatura en funcionamiento.
Los personajes de la película animada de Walt Disney Blancanieves y los siete enanitos, que se inspiró en la versión del cuento atribuido a los hermanos Grimm, hacen apariciones en el pabellón y sus alrededores.

## Atracciones y servicios

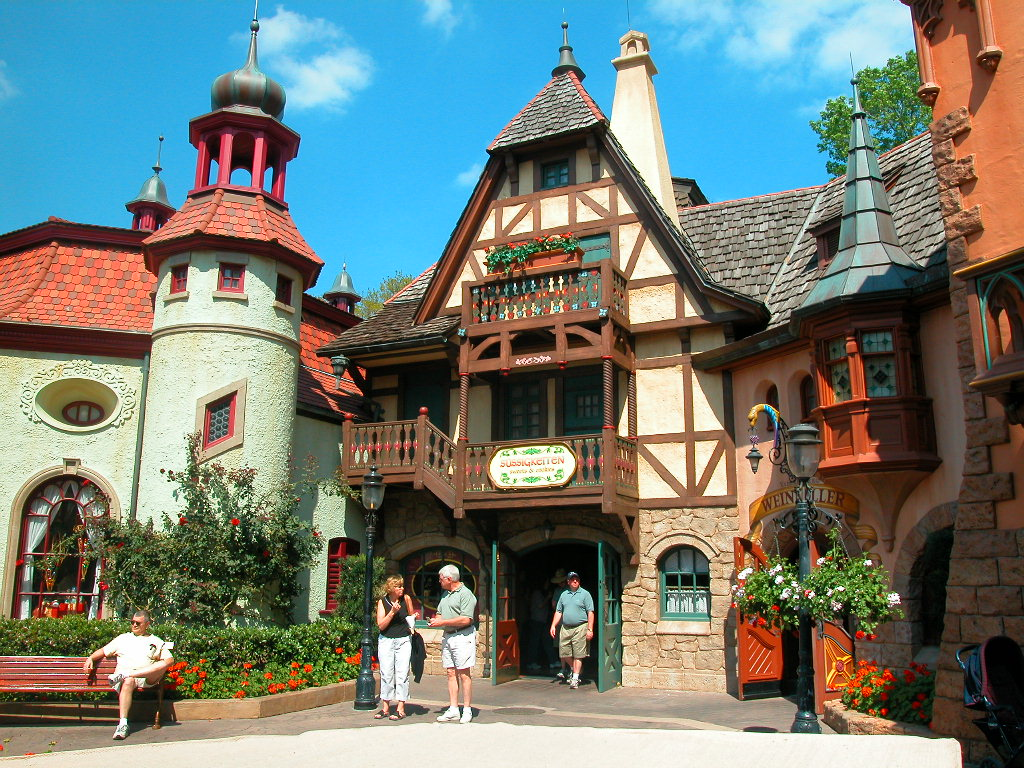
Pabellón alemán

### Atracciones
- Kim Possible World Showcase Adventure (28 de enero de 2009 - presente)

### Comedor
- Restaurante Biergarten, un restaurante buffet diseñado para que parezca que allí se celebra la Oktoberfest. El restaurante tiene el estilo de un típico pueblo bávaro, repleto de banderas de todos los estados alemanes, numerosas fachadas y un molino de agua en funcionamiento. La mesa cuenta con largos bancos comunes para sentarse, así como una banda que toca música folclórica alemana. El restaurante es estilo buffet y ofrece platos como schnitzel, bratwurst, kielbasa, rouladen, spätzle, chucrut, sauerbraten y strudel[3] y cerveza servida en jarras de un litro. El comedor se encuentra en realidad en el área de entrada para el crucero en barco nunca construido por el Rin.
- Sommerfest, un restaurante de servicio rápido

### Compras

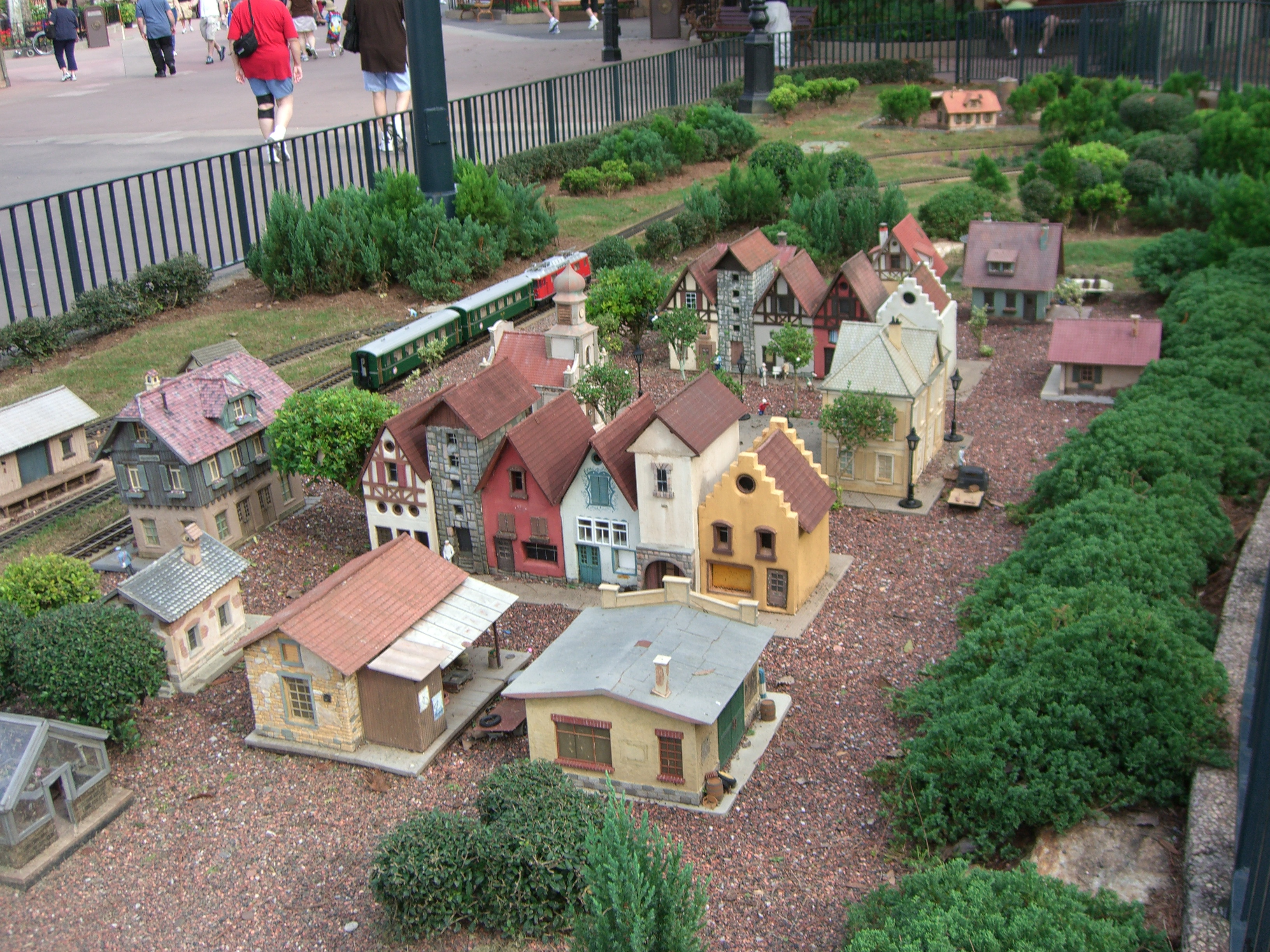
Aldea en miniatura y tren.

- Das Kaufhaus
- Der Teddybär
- Die Weihnachtsecke
- Karamell-Küche

### Entretenimiento
- Personajes-Blanca Nieves

### Otros
- Tren en miniatura y la aldea: un pequeño jardín al aire libre del modelo de tren. Fue creado originalmente para el Festival de las Flores y Jardín, pero se mantuvo debido a la popularidad de sus trenes.
- Glockenspiel: El reloj que da a la plaza de San Jorge.
- San Jorge: Una gran estatua de San Jorge matando a un dragón.